# Antodilanea
Antodilanea – rodzaj chrząszczy z rodziny kózkowatych i z podrodziny zgrzypikowych. 

## Zasięg występowania
Ameryka Południowa, przedstawiciele tego rodzaju występują w Boliwii, południowej Brazylii oraz w Paragwaju.

## Systematyka
Do Antodilanea zaliczane są 2 gatunki:
- Antodilanea auana(inne języki)
- Antodilanea modesta(inne języki)